# カモフラージュメイク
カモフラージュメイク（Cosmetic_camouflage）は、顔のアザや手術痕などキズを自然に隠すメイク の方法。
兵士が戦場で目立たないようカモフラージュするために、顔・首筋・耳や腕といった露出する肌に施す化粧の方法を指すこともある。

## 概要
痣（アザ）や傷、その他の皮膚の状態を化粧で覆い隠すだけではなく、心理的にケアする目的のメイクアップである。化粧方法の特別な名称は付いていなかったが、昭和の時代からメイク技術の一つとして存在し、化粧品メーカーから様々な化粧品が発売されてきた。

## 歴史
歴史は1928年米国のリディア・オリリーによって皮膚変色をカバーして見えなくする化粧品が開発されたことから始まる。
日本では1955年、広島のいわゆる「原爆乙女」たちがニューヨーク市のマウントサイナイ病院においてケロイド痕治療を受けたが、その際に5番街のカバーマーク相談室を紹介された。ここでカモフラージュメイクの施術をうけ、オリリー婦人からプレゼントされたカバーマーク化粧品を持って帰国した。
一方、社会事業家、沢田美喜がニューヨークに滞在中に、顔にアザのある女性、リディア・オリリーが開発した化粧品「カバーマーク」を知り、自身が関わる皮膚の黒い子供たちのために必要とピアス化粧品の阪本社長に紹介し、日本への輸入を依頼した。
1960年（昭和35年3月）日本医学皮膚科学会で、米国カバーマーク社のアーティスト、クラフト夫人がデモンストレーションを行い広く知られるようになった。この年ピアス化粧品の出資でジャパンオリリーが設立されて日本でのカバーマーク化粧品安定供給が可能となった。化粧指導員の多くが、顔にアザなどの疾患のある女性だった。各地で、カバーマークの使い方をデモンストレーションして普及させていった。
カバーマークの他に、資生堂からも医療用化粧品は販売されている。

### 欧米のカモフラージュメイク
欧米ではコスメティックカモフラージュ、カモフラージュメイクアップ、またはカモフラージュセラピーと呼ばれる。
英国赤十字ではスキンカモフラージュ(Skin camouflage)とよばれ、消えない傷跡、刺青、酒皶、あざ、皮膚変退色、その他皮膚疾患の患者に対するソーシャルケア(Social Care)の一環として年5日間の研修を受けたボランティアによる化粧の指導が行われている。